# Chůdovité kořeny

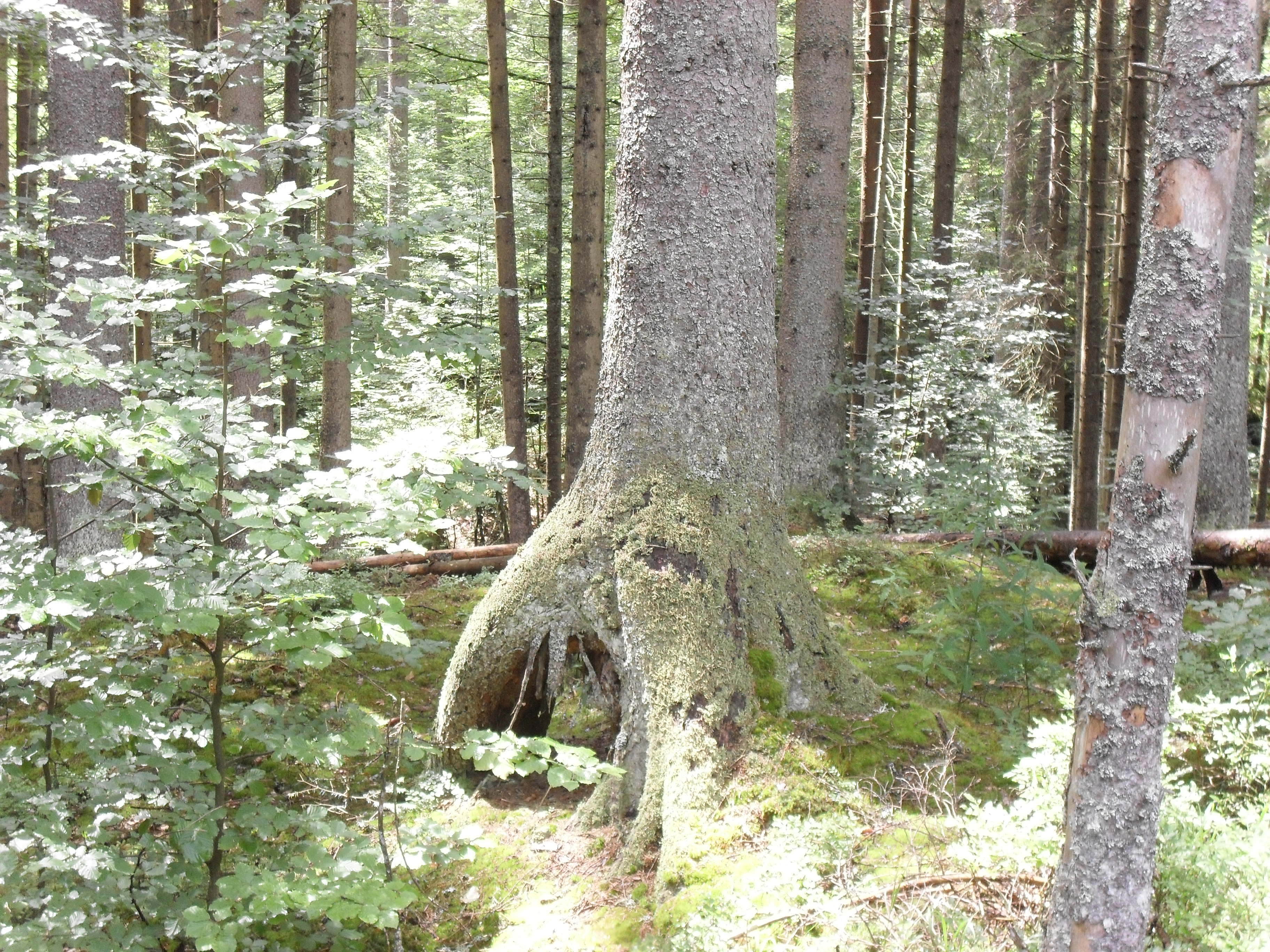
Smrk s chůdovitými kořeny v Boubínském pralese. (léto 2012)

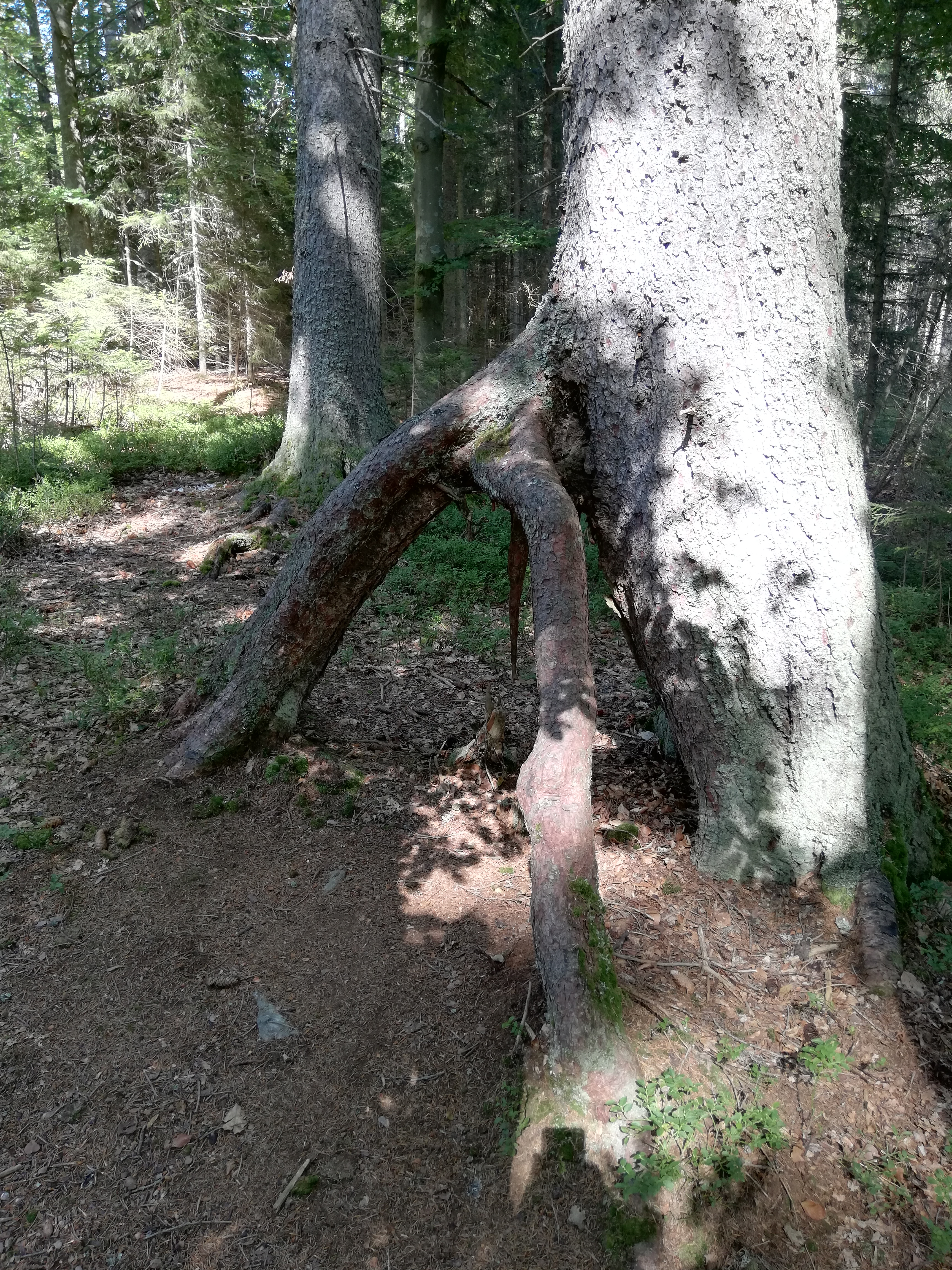
Chůdovité kořeny smrku rostoucího v lese asi 150 metrů od asfaltové lesní silničky Vlasatá (v centrální části Šumavy) spojující Kvildu s Borovými Lady. (léto 2024)

Chůdovité kořeny (nebo chůdové kořeny) vznikají v přírodě nejčastěji u smrků tak, že semínka stromu naletí a uchytí se na tlejícím dřevě (spadlý kmen, pahýl, pařez), kde vyklíčí a začnou růst malé stromky. Některé z nich sice uschnou, ale kořenový systém jiných mladých přeživších smrčků prorůstá skrz nebo podél „podkladového“ objektu až jej obroste (obepne). (Nejčastěji se jedná o případ, kdy malé stromky začnou růst na starém kmeni.) Jak mladý stromek dále žije a roste, jeho kořeny se snaží dostat k půdě a jakmile na ni dosáhnou, nastálo se v ní uchytí. Mezitím dřevěný „podkladový“ objekt (rozpadající se starý kmen) pod smrčkem vyhnije, po několika desetiletích se rozpadne a nakonec nadobro zmizí. (Pod mladým stromem vznikne volný prostor.) Vzrostlý smrk v lese zůstane a jeho pokroucené kořeny se ocitnou zčásti ve vzduchu (jakoby na chůdách) a tudíž se nazývají chůdovité (nebo chůdové) kořeny.

## Boubín
Takový známý starý vzrostlý (výška asi 38 metrů) atypický (průměr kmene 60 cm) smrk existoval asi tři století (odhadem minimálně 290 let) i v Boubínském pralese na Šumavě. Z jeho kmene nad zemí vyrůstaly dva hlavní kořeny a rozpínaly se do šířky asi 650 cm až 700 cm. Tento jedinec nebyl zasažen v roce 1870 kůrovcem, přečkal vichřici i sucho v roce 1947. Při polomech v letech 1991 a 2008 se mu kůrovec ještě vyhnul. Kolem roku 2018 byl ale i tento boubínský největší exemplář chůdovitého stromu na Šumavě napaden kůrovcem a strom uschl.

## Smrk u Vlasaté cesty
Obdobné smrky rostou i v jiných lokalitách Šumavy. (Například jedinec nacházející se v pralesním zbytku Medvědice nedaleko Stožce, který svojí deformací připomíná chobotnici.) V současné době (rok 2024) je největším žijícím smrkem s chůdovitým kořenem na Šumavě jedinec rostoucí poblíž Kvildy – Františkova (na české turistické mapě Šumavy je lokalita označována jako „chůdovitý kořen“). Nachází se asi 150 metrů od lesní asfaltové „vrstevnicové“ cesty (Vlasatá nebo též místním označením Vlasatice) spojující Kvildu s Borovými Lady.